# Erich Wenger
Erich Otto Wenger (* 20. November 1912 in Romeyken, Landkreis Stallupönen; † 22. Juni 1978 in Lindlar) war ein deutscher Gestapo-Mitarbeiter sowie Mitarbeiter des Bundesamtes für Verfassungsschutz (BfV).
Wenger trat am 1. April 1932 in die NSDAP ein, am 1. Juli 1932 in die SA und am 1. Februar 1933 in die SS (SS-Nummer 169.200). Bis 1935 gehörte er der Leibstandarte SS Adolf Hitler an. Dann trat er in den Dienst des SD bzw. der Gestapo, von 1935 bis Ende 1936 in der Leitstelle Berlin der Spionageabwehr. Er absolvierte die Fachausbildung am Polizei-Institut Charlottenburg und wurde Anfang 1939 als Kriminalkommissar in der Zentrale gegen Passfälschung im Reichssicherheitshauptamt tätig. Darauf diente er von Juli 1940 bis August 1944 in der deutschen Botschaft im Gebäude Hôtel Beauharnais in Paris in der Passierscheinabteilung, ab 1943 als SS-Hauptsturmführer, und führte ab Spätsommer 1944 von Nancy aus ein Sicherheitsbataillon in den Vogesen zur Partisanen-Bekämpfung. Zum Ende des Zweiten Weltkrieges diente er dem Reichssicherheitshauptamt in Bregenz, wo ein „Sonderkommando Pannwitz“ die Tötung von General George S. Patton vorbereitete. Kurz ging er im Mai 1945 in Kriegsgefangenschaft und saß von Oktober 1946 bis März 1948 in britischer Haft in Wuppertal, weil ihm die Beteiligung an der Erschießung britischer Fallschirmjäger vorgeworfen wurde. Das Verfahren wurde ergebnislos eingestellt. Anschließend lebte er bis 1954 unter dem falschen Namen „Eduard Wolters“.
Von September 1950 an war Wenger freier Mitarbeiter des im Aufbau befindlichen BfV. Am 1. Januar 1956 wurde er regulär in das BfV übernommen und war ab 1961 Regierungsrat. Anfangs wurde er in der Abteilung Beschaffung verwendet und leitete später eine Referatsgruppe in der Abteilung Spionageabwehr. Im Mai 1963 reiste er mit dem damaligen Abteilungsleiter der Spionageabwehr und späteren BfV-Präsidenten Richard Meier in die Vereinigten Staaten, wo die Central Intelligence Agency ihnen die damals modernen Datenverarbeitssysteme vorführten. Durch die Abhöraffäre geriet Wenger ins Visier der Medien und seine Vergangenheit im Dritten Reich holte ihn ein. Mit dem 24. Dezember 1963 erfolgte die Abordnung zum Bundesluftschutzverband.
Wenger sagte 1965 als Zeuge im Prozess gegen Werner Pätsch aus. 1966 eröffnete die Staatsanwaltschaft Köln gegen Wenger ein Verfahren wegen Erschießung und Deportation von französischen Zivilisten, das aus Mangel an Beweisen eingestellt wurde.